# Schmielteich Polenz
Das Naturschutzgebiet Schmielteich Polenz liegt im Landkreis Leipzig in Sachsen. Es erstreckt sich südöstlich von Polenz, einem Ortsteil der Stadt Brandis. Westlich des Gebietes verläuft die S 45 und nordwestlich die Kreisstraße K 8369. Westlich erstreckt sich das etwa 111,4 ha große Naturschutzgebiet (NSG) Polenzwald und südwestlich das etwa 39,0 ha große NSG Haselberg-Straßenteich.

## Bedeutung
Das rund  37,7 ha große Gebiet mit der NSG-Nr. L 58 wurde im Jahr 1999 unter Naturschutz gestellt.